# Bernardo Kuczer

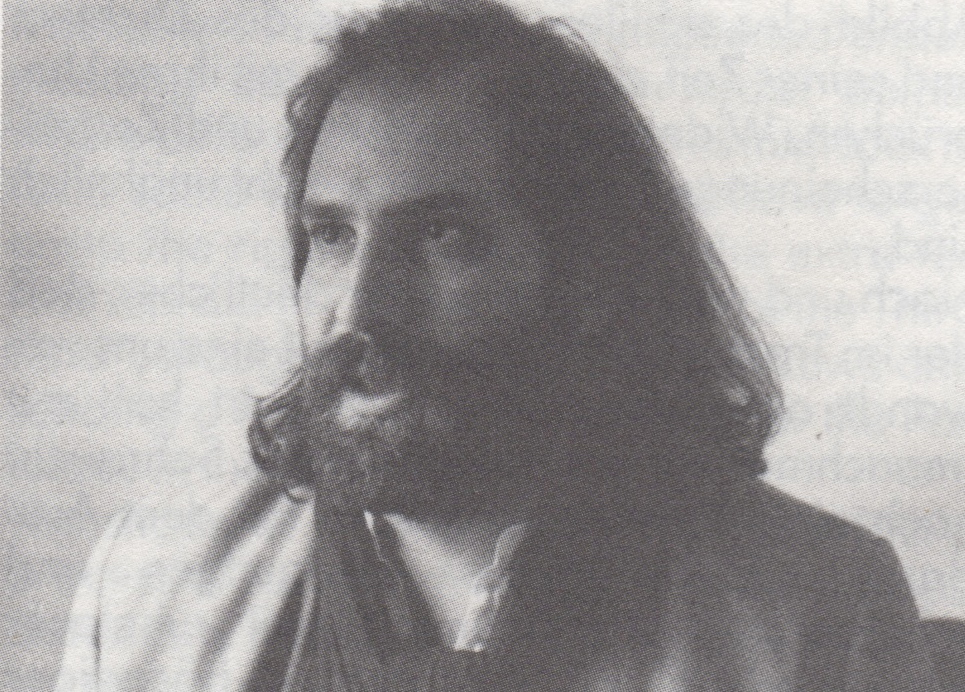
Bernardo Mario Kuczer

Bernardo Mario Kuczer (geb. 30. April 1955 in Buenos Aires, gest. 22. Juni 2023) war ein argentinischer Komponist, Musiktheoretiker und Architekt.

## Biografie

### Argentinien
Bis zum Alter von etwa 20 Jahren war Bernardo Mario Kuczer in Buenos Aires als Rockmusiker, Komponist und Gitarrist tätig und komponierte auch für das Theater. Gleichzeitig absolvierte er ein Architekturstudium, das er 1978 mit Diplom abschloss. Durch das Studium der klassischen Gitarre kam er zur klassischen Musik. Er studierte mehrere Jahre Harmonie und Musikanalyse und später Renaissance-Kontrapunkt. Er wurde Mitglied einer interdisziplinären Forschungsgruppe über Musik und arbeitete dabei mit Psychologen, Biologen, Ärzten und Musikwissenschaftlern zusammen.
1979 präsentierte er öffentlich eine These mit eigenen Ideen über „die Bausteine der Musik, deren dynamische Zusammenwirkung und einer besonderen, dadurch entstehenden „Energieform“, welche die mikro- und makroskopische Artikulation des Musikflusses bestimmt und ermöglicht“. Er nannte die These zuerst „La forma natural de la Música“ („The natural ways of music“), dann „The New Connections“ (1983) und später auch „Música sin el factor Humano“ („Musik ohne den menschlichen Faktor“).

### Europa
1980 reiste Kuczer nach London, um Viola da gamba zu studieren, was er jedoch kurze Zeit später aufgab, um sich der Komposition zu widmen. Sein erstes Ensemble-Werk (Even … the loudest sky, Saxophon-Quartett, 1981) wurde von der britischen Society for the Promotion of New Music („Gesellschaft zur Förderung Neuer Musik“) für das „Komponisten-Wochenende“ 1981 in London ausgewählt.
1983 kam er nach Freiburg im Breisgau, um an der dortigen Musikhochschule bei Brian Ferneyhough Komposition zu studieren, verspürte jedoch sehr bald das Bedürfnis, seinen Weg in der Musik allein fortzusetzen.
1984 nahm er an den Darmstädter Ferienkursen teil, an denen mehrere Stücke seines Tonband-Zyklus Civilización o Barbarie uraufgeführt wurden. Für dieses Werk wurde Kuczer als erster lateinamerikanischer Komponist mit dem Kranichsteiner Musikpreis ausgezeichnet.
1986, für die folgende Veranstaltung der Darmstädter Ferienkurse, wurde er eingeladen, ein zweites Konzert mit Werken aus seinem Tonbandzyklus aufzuführen.
Civilización o Barbarie wurde von Klaus Huber, einem der drei Juroren, als persönliche Wahl der Jury, für die Weltmusiktage der Internationalen Gesellschaft für Neue Musik vorgeschlagen, die 1987 in Köln stattfanden.
Im Jahre 1990 war Kuczer Stipendiat der Heinrich-Strobel-Stiftung des Südwestfunks.
1999 zog er sich aus dem aktiven Musik- und Konzertbetrieb zurück. Ab 2000 arbeitete er fast ausschließlich mit Computern, plante, schrieb und entwickelte dabei seine eigenen Computerprogramme. Diese Programme beruhen auf seinen eigenen Hypothesen, Modellen und theoretischen Ideen zu Harmonik, Rhythmus, Klang, Form und „Musikfluss“ und werden zu deren weiteren Erforschung verwendet. Mit ihrer Hilfe produzierte er auch seine späteren digitalen Werke.
Kuczer war nebenbei auch in weiteren künstlerischen Bereichen tätig. Er schuf über 1000 Malereien, Zeichnungen und Skulpturen und entwarf zudem eigene Möbel. Als Schriftsteller verfasste er etwa 250 Gedichte und zwei Bücher, die alle bisher nicht publiziert wurden. Der Titel seines ersten Buches lautet „Salvas de Guerra“ (contra La Música) („Kriegssalven“ [gegen die Musik]). Er drehte und vertonte auch einen eigenen Dokumentarfilm unter dem Titel Vida? (por un Espacio Poético o una Poesía del Espacio-Tiempo), una documentación.
Er starb am 22. Juni 2023 und wurde am folgenden 3. Juli in Buenos Aires beerdigt.

## Werk und Rezeption
Kuczers musikalisches Œuvre umfasst über 81 Hauptwerke, mit etwa 110 einzeln benannten Stücken aus verschiedenen Bereichen der Musik, wie beispielsweise Instrumentalmusik, Tonbandmusik, elektroakustische Musik, Computermusik und algorithmische Computermusik.
Über 60 seiner Kompositionen sind bis heute nicht aufgeführt (bzw. enthüllt) worden. Mehrere seiner Instrumentalwerke galten lange bzw. gelten heute noch als unspielbar. Sein Saxophon-Quartett von 1981 wurde zunächst als unspielbar eingestuft und erlebte eine richtige Uraufführung erst 1994. Einige Werke wurden jedoch in verschiedenen europäischen Städten aufgeführt und gesendet. Beispiele:
- London: „Composers' Weekend“, 1981
- Darmstadt: Darmstädter Ferienkurse, 1984 und 1986
- Como: „18° festival internazionale, autunno musicale“ (Musikalischer Herbst), 1984
- Mailand: „Musica del nostro tempo“, 1987
- Freiburg im Breisgau: „Horizonte Reihe“, 1984
- Paris: „Perspectives du XXe siècle“ (Carte blanche an Harry Halbreich), 1985
- Stockholm: „International Festival of Electronic Music“, 1985
- Freiburg: „Aventure Freiburg“, 1987
- Mönchengladbach: „Ensemblia Festival“, 1987
- Köln: Weltmusiktage der IGNM, 1987
- Frankfurt: Hessischer Rundfunk, 1988
- Los Angeles, Arnold Schoenberg Institute, 1990
- Witten: Wittener Tage für neue Musik, 1994
- Basel: IGNM, 1995
- Piteå: Piteå University, 1995
- Bremen: Festival „Transit“ Orte/NichtOrte, 1999
- Montreal: World Saxophone Congress, 2000

### Pressekritiken
Die echte Offenbarung dieser Schallplatte ist der Argentinier Bernardo Kuczer, dessen „even … The loudest sky!!“ etwas vom Wildesten ist, das ich seit einiger Zeit gehört habe. Es ist brillant geschrieben (teuflisch schwierig) und mit äußerster Überzeugung gespielt, und man fragt sich, was Kuczer wohl getan haben mag, seit er es im Jahre 1981 geschrieben hat. Irgend etwas Neues von Kuczer oder (dem Saxophon-Ensemble) Xasax wird hier gerne aufgenommen.
Am 2. Mai 1996 schrieb Fara C. in der Weltmusik-Zeitschrift World:
„Even … The loudest sky!!!“, 1981 vom Argentinier Bernardo Kuczer komponiert, erreicht einen Gipfel der Komplexität, wie sie vor der Welturaufführung durch Xasax im Jahre 1994 niemals erreicht worden war! Sechs Monate harter Arbeit benötigte die Gruppe, um diese übernatürlichen sieben Minuten zu bewältigen.
Der belgische Musikwissenschaftler Harry Halbreich schrieb in der Monatszeitschrift Le Monde de la musique Nr. 72 vom November 1984:
Der Abend musste jedoch in Gesellschaft des in Deutschland lebenden Argentiniers Bernardo Kuczer und seiner apokalyptischen elektroakustischen Stücke beendet werden, die in einem enormen Zyklus unter dem Namen ‚Civilización o Barbarie‘ zusammengefasst sind. Ich gestehe, dass ich flüchtete. Doch zwei Tage später konnte ich in einer etwas erträglicheren Lautstärke diese außerordentliche Musik eines verrückten Visionärs, lebendig enthäutet, blutige Fleischfetzen von einer ungeheuren Ausdruckskraft, wiederum anhören, die paradoxerweise mit einem einfachen Tonband wiedergegeben werden!

## Werkliste
- Articulaciones II, (1980), für zwei Alt Blockflöten (oder zwei gleiche Blasinstrumente) einem Viertelton auseinander gestimmt
- Seis estudios sobre la disonancia simple y la mixtura de lenguas, (1980) für Chor
- Huella, 1981, für Flöte
- Dualidades, 1981, für Klavier
- Drei’h, 1981, für Klarinette
- Even … the loudest sky, 1981, für Saxophon-Quartett
- A-gent’s Arguum, 1982, für Viola
- La Distancia IV (un fragmento), 1982–1983, für Flöte, Bass Klarinette, Violoncello und Klavier

- towards a New Brutality, 1983, neun Studien
  - Study Nº 1: (Historias Naturales), für Schlagzeug und (digitalen) Klangraum (*)
  - Study Nº 2: (Soul-Lage), für Stimme im Klangraum (*)
  - Study Nº 3: (La vuelta al día Ia), für Schlagzeug, (zwei Roto-toms) (*)
  - Study Nº 4: (memorias de un pasado por suceder…), (1983), für zwei Schlagzeuger, Stimme, Tonband und Elektronik
  - Study Nº 5: (La vuelta al día II: de Spatium Natura), für Raum-Schlagzeug (*)
  - Study Nº 6 & 7: (Twin dances)
    - Nº 6 dance A, für Schlagzeug und (digitalen) Klangraum (*)
    - Nº 7 dance B, für Schlagzeug und (digitalen) Klangraum (*)

  - Study Nº 8: (El espejo y la lámpara I), für Schlagzeug (*)
  - Study Nº 9: (El espejo y la lámpara II), für Stimme und Schlagzeug (*)

(*) revidiert 2012, jetzt nur als digitale Version existierend
- Civilización o Barbarie, (1984): ein Zyklus mit folgenden 18 unabhängigen Tonband-Stücken:
  - Peripéteia II, (1984), Tonband-Musik
  - Peripéteia III, (1984), Tonband-Musik
  - Peripéteia IV, (1984), Tonband-Musik
  - Peripéteia V, (1984), Tonband-Musik
  - Peripéteia VI, (1984), Tonband-Musik
  - Peripéteia VII: Iña’K, (1984), Tonband-Musik
  - Peripéteia VIII: Periplo, (1984), Tonband-Musik
  - Une mémoire la vie, (1984), Tonband-Musik
  - Cri de la mémoire fermée, (1984), Tonband-Musik
  - Finale, ou la mémoire pulsante, (1984), Tonband-Musik
  - Contre-rime, (1984), Tonband-Musik
  - Him’l, (1984), Tonband-Musik
  - Dream-line, (1984), Tonband-Musik
  - One other desert, (1984), Tonband-Musik
  - Escenas-Miró, (1984), Tonband-Musik
  - Ejercicio de aire, (1984), Tonband-Musik
  - Hole the black, (1984), Tonband-Musik
  - … und Stille daneben, (1984), Tonband-Musik

- K’tedral, (1984–1985) für Viola
- formas y fluidos II-VII, (1985) für Klavier
- Form-Memory (1986), Tonband-Musik
- Memory-Form (1986), Tonband-Musik
- Equations of change (1987), Computer-Musik
- In search of the Engram, (1986–1988 (88-90)), für Bläserquintett

- Zeitschlag -Brücken (zer-)schlagen-, (1991–2001), ein Zyklus mit folgenden acht Stücken (mit möglicher elektronischer Verstärkung und Verarbeitung):
  - FORM I, (1991–1998), für Viola, Violoncello und 1 oder 2 Klaviere, oder für Violoncello und Klavier
  - FORM II, (1991–1998), für Viola, Violoncello und (1 oder) 2 Klaviere
  - FORM III, (1991–1998), für Viola und Klavier
  - FORM IV, (1991–1998), für Viola, Violoncello und 1 oder 2 Klaviere
  - ZickZackZeit, (1991–1997), für Violine
  - Zeit-Raum-Zerre II, (1991–1999), für Violoncello
  - Zeit-Raum-Zerre III, (1991–1999), für Viola und Violoncello
  - Ziele umzingelnd, (2000–01), für Violine, Viola und Violoncello (Streichtrio)

- Cosmografía -Panopticum Armonicum-, (2002–04), für Klavier
- Sinfines, (2002–04), für Klavier, Klavier zu vier Händen oder zwei bis fünf Klaviere
- La vuelta al día Ic, (1983, 2000ߖ), (Computergenerierte Versionen und Partituren), für 1, 2, 3, 4, 6 oder 8 Schlagzeuger
- Resistencia de la materia, (2011–2012), ein Zyklus mit folgenden fünf digitalen Werken:
  - Tungsteno, (2011–2012), Digitale Musik
  - Casi Ayer, (2011–2012), Digitale Musik
  - Siglo XX: Un Respiro, (2011–2012), Digitale Musik
  - A-Sintaxis III, (2011–2012), Digitale Musik
  - Siglo XX, Pequeño Epitafio Nº2: Esmeril, (2011–2012), Digitale Musik

- Trenzados Americanos, (2011–2012), Digitale Musik
- Malambo, (2011–2012), Digitale Musik
- Drama de amar, (2011–2012), für digitales Schlagzeug, Digitale Musik
- Sureña Ic, (2012), für Klavier (*)
- Cuicantos, (2011–12), für digitales Schlagzeugensemble, Digitale Musik (*)

(*) diese Werke gehören zu den so genannten „Apócrifos americanos“, eine Serie von „composer aided, computer generated“ Studien.
- Sendas negras, (2012), für Schlagzeugensemble

- Schwarmverhalten I, (1986–2012), Digitale Musik
- Schwarmverhalten II, (1986–2012), Digitale Musik
- Schwarmverhalten III, (1986–2012), Digitale Musik

- Auf Wachstum und Gedeih, (2012), Digitale Musik

- Máximos y Mínimos (en un Nanocosmos), (2012–2013), eine Kollektion von 27 digitale Miniaturen

- Música de cámara Nº1 (algo oscura), (2013), Digitale Musik
- Música de cámara Nº2 (donde hubo fuego), (2013), Digitale Musik
- Juego de engranajes, (2013), Digitale Musik
- Gris ardiente, (2013), Digitale Musik
- Los Pasos Perdidos, (2013), Digitale Musik

- Lo heterogéneo (2013–2014), ein Zyklus der neun unabhängige, in vier Gruppen verteilte, digitale Werke beinhaltet:
  - Tres Hibridaciones (2013), eine Gruppe von drei unabhängigen digitalen Werken
    - Canticum Sacrum Non, (2013), Digitale Musik
    - Formas nobles y melancólicas, (2013), Digitale Musik
    - Tourdion (et basse), (2013), Digitale Musik

  - Una Decantación (2014), beinhaltet ein unabhängiges digitales Werk
    - Un sol menor (2014), Digitale Musik

  - Tres Aleaciones (2014), eine Gruppe von drei unabhängigen digitalen Werken
    - Stehe hier nicht still… (2014), Digitale Musik
    - Marcha plana (2014), Digitale Musik
    - Tres ceremonias  (an der Schmelzgrenze) (2014), Digitale Musik

  - Dos Imbricaciones (2014), eine Gruppe von drei unabhängigen digitalen Werken
    - Imbricación I  (Süredrath) (2012, 2014), Digitale Musik
    - Imbricación II  (Silétsere) (2014), Digitale Musik
- La rueca de Mahatma (natura subascolta II) (2014), Digitale Musik
- W(e)aving (Ein Heldentod (sic)), Digitale Tondichtung (2013–14), Digitale Musik
- Kalte Töne (2013–14), Digitale Musik
- Todo y Molécula (2013–14), a cycle comprising 6 independent digital works
  - 1) Materia prima I, set 1c (Custos Horologii) (2014), Digitale Musik
  - 2) Materia prima II (Magma) (2014), Digitale Musik
  - 3) Materia prima III (Música Seca I) (2014–16), Digitale Musik
  - 4) Materia prima IV (Schwere Schwebstoffe) (2014–16), Digitale Musik
  - 5) Materia prima VI (Enigma XXI) (2014), Digitale Musik
  - 6) Materia prima VII (Traits and Trails) (2014), Digitale Musik
- Heridas (2016), Digitale Musik
- Exploración Diagonal Nº2 (2014–17), Digitale Musik
- Anima XM'ch'na I (Principal Pieces) (2017–2021), Algorithmische Kompositionen, Digitale Musik
  - Nº5 (XM'nc'ng) (2018)
  - Nº10 (XM'm'ri's) (2018)
  - Nº12 (XM'sh) (2018)
  - Nº13 (XM'rr'r) (2018)
  - Nº14 (XM'sur's) (2018)
  - Nº16 (XM'n'l'g) (2019)
  - Nº18 (XM'n'l'th) (2019)
  - Nº19 (XM'd'nt) (2019)
  - Nº21 (XM'sa'k) (2019)
  - Nº23 (XM'nt'cs) (2019)
  - Nº24 (XM'ns'ons) (2019)
  - Nº29 (XM'b) (2019)
  - Nº30 (XM'sts) (2019)
- Anima XM'ch'na I, Addendum (Secondary Pieces) (2017–2021),  Algorithmische Kompositionen, Digitale Musik
  - Nº1 (XM'ng'lia) (2017) (**)
  - Nº2 (XM'r'ñao) (2017) (**)
  - Nº3 (XM'g'n'tio) (2018) (*)
  - Nº7 (XM'n'us) (2018) (***)
  - Nº11 (XM'nf'st) (2018) (*)
  - Nº15 (XM'dn'ght) (2019) (*)
  - Nº20 (X(M)p'nto) (2019) (*)
  - Nº22 (XM'ths) (2019) (*)
  - Nº25 (XM'ss1) (2019) (*)
  - Nº26 (XM'ss3) (2019) (*)
  - Nº27 (XM'ss4) (2019) (*)
  - Nº28 (XM'ss5) (2019) (*)

Note: the pieces, result of automatic generation and creation processes, where then (loosely) classifed into the following categories: (*) Genéricos Instrumentales (Gramática de la (N.) Música (standard)), (**) Genéricos Globales (World Music), (***) Genéricos Americanos.
- Nº 11 (XM'nf'st II) (2018) (digital piano sound), Algorithmische Komposition, Digitale Musik
- Aftermat(h) (2020) (digital piano sound),  Algorithmische Komposition, Digitale Musik

## Weblink
| Personendaten    | Personendaten                                            |
| ---------------- | -------------------------------------------------------- |
| NAME             | Kuczer, Bernardo                                         |
| ALTERNATIVNAMEN  | Kuczer, Bernardo Mario                                   |
| KURZBESCHREIBUNG | argentinischer Komponist, Musiktheoretiker und Architekt |
| GEBURTSDATUM     | 30. April 1955                                           |
| GEBURTSORT       | Buenos Aires                                             |
| STERBEDATUM      | 22. Juni 2023                                            |
| STERBEORT        | Deutschland                                              |